# 宋敞 (前秦)
宋敞（?—?），中国十六国前秦官员，官至昌黎郡太守。
384年，前秦幽州刺史王永、平州刺史苻冲率领二州的兵众攻击后燕。慕容垂派带方王慕容佐平朔将军平规反击，王永派昌黎太守宋敞在范阳迎战，宋敞战败，平规进军占据了蓟城以南。翟真在承营，与公孙希、宋敞首尾相应。385年二月，王永让宋敞焚烧了和龙、蓟城的宫室，率三万兵逃奔壶关。慕容佐等进入蓟城。十二月，慕容麟攻下了博陵，擒杀王兖及苻鉴。昌黎太守宋敞率领乌桓、索头部的兵众救援王兖不及，只好返回。前秦皇帝苻丕任命宋敞为平州刺史。 